# Pilot Mound
Pilot Mound és una població dels Estats Units a l'estat d'Iowa. Segons el cens del 2000 tenia 214 habitants.

## Demografia
Segons el cens del 2000, Pilot Mound tenia 214 habitants, 96 habitatges, i 55 famílies. La densitat de població era de 87 habitants/km².
Dels 96 habitatges en un 21,9% hi vivien nens de menys de 18 anys, en un 47,9% hi vivien parelles casades, en un 3,1% dones solteres, i en un 41,7% no eren unitats familiars. En el 35,4% dels habitatges hi vivien persones soles el 21,9% de les quals corresponia a persones de 65 anys o més que vivien soles. El nombre mitjà de persones vivint en cada habitatge era de 2,23 i el nombre mitjà de persones que vivien en cada família era de 2,79.
Per edats la població es repartia de la següent manera: un 20,1% tenia menys de 18 anys, un 6,1% entre 18 i 24, un 22,9% entre 25 i 44, un 30,4% de 45 a 60 i un 20,6% 65 anys o més.
L'edat mediana era de 46 anys. Per cada 100 dones de 18 o més anys hi havia 98,8 homes.
La renda mediana per habitatge era de 29.750 $ i la renda mediana per família de 35.313 $. Els homes tenien una renda mediana de 28.125 $ mentre que les dones 22.031 $. La renda per capita de la població era de 14.414 $. Entorn del 4,9% de les famílies i el 8,5% de la població estaven per davall del llindar de pobresa.

## Poblacions més properes
El següent diagrama mostra les poblacions més properes.